# Andrzej Gąsienica-Makowski (podporucznik AK)
Andrzej Gąsienica-Makowski, ps. Janosik (ur. 19 listopada 1906 w Poroninie, zm. 26 października 1997) — polski podporucznik Armii Krajowej, kurier tatrzański, leśnik. Więzień obozu koncentracyjnego KL Auschwitz (nr 5654).

## Życiorys
W 1930 roku odbył służbę wojskową, a następnie podjął pracę jako policjant w Komendzie Powiatowej w Nowym Targu. Pod koniec sierpnia 1939 roku został zmobilizowany do 1 Pułku Strzelców Podhalańskich; walczył w kampanii wrześniowej jako dowódca plutonu zwiadu w stopniu starszego sierżanta.
Po klęsce kampanii wstąpił do Związku Walki Zbrojnej i przedostał się do Francji. Stamtąd, 30 czerwca 1940 roku, jako emisariusz generała Władysława Sikorskiego został zrzucony ze spadochronem na terytorium Słowacji z zadaniem dotarcia do Zakopanego. 9 lipca 1940 roku został aresztowany przez słowacką policję i przekazany Gestapo. Po uwięzieniu 8 października 1940 roku trafił do KL Auschwitz, gdzie zarejestrowano go jako więźnia nr 5654.
14 czerwca 1944 roku zdołał uciec z obozu – wcześniej zabił strażnika SS, zabierając mu broń i amunicję.
Po ucieczce przyłączył się do 1 Pułku Strzelców Podhalańskich Armii Krajowej, gdzie służył jako dowódca plutonu wywiadowczego w stopniu podporucznika. Ujawnił się 27 stycznia 1945 roku, a w lutym podjął pracę jako leśniczy w Leśnictwie w Jaworkach (Nadleśnictwo Krościenko).
Zmarł 26 października 1997 roku. Został pochowany na cmentarzu parafialnym przy ul. Głównej w Szczawnicy.